# Ashley Van Ryn
Ashley Van Ryn (* 8. April 1986 in Chicago, Illinois) ist eine US-amerikanische Handball- und Beachhandballspielerin, die in beiden Disziplinen als Kreisläuferin beziehungsweise Linienspielerin Nationalspielerin ihres Landes ist. Für beide Mannschaften zusammen hat sie weit über 100 Länderspiele bestritten.

## Ausbildung und sportliche Karriere vor dem Handball
Ashley Van Ryn wuchs in Atlanta auf und spielte zunächst Softball, Basketball sowie Volleyball und betrieb Leichtathletik. Sie machte ihren High-School-Abschluss an der Greater Atlanta Christian School. Danach studierte sie von 2004 bis 2008 Hospitality-Management an der University of Central Florida (UCF). In diesen vier Jahren spielte sie auf NCAA-Division-I-Level Softball für die College-Mannschaft der UCF. In den vier Jahren gewann sie mit ihrer Mannschaft zwei Conference-Titel. In ihrem Abschlussjahr wurde sie mehrfach ausgezeichnet. So erhielt sie den Dr. Richard E. Lapchick Award für ihre schulischen, sportlichen und sozialen Leistungen, den UCF Iron Athlete Award sowie als eine der Studentinnen, die unter dem besten Prozent des Jahrgangs ihren Abschluss (Bachelors of Science) machte, den Founder's Scholar Award. Neben der Tätigkeit für verschiedene Dienstleistungsunternehmen ist Van Ryn seit November 2013 auch Marketing-Repräsentantin für USA Team Handball.
2018 hatte Van Ryn einen Auftritt im US-Spielshow-Klassiker The Prize is right und war in der Today-Show im Frühstücksfernsehen zu sehen.

## Handball- und Beachhandball-Karriere
Van Ryn begann mit dem Handball, nachdem sie den Sport erstmals bei Übertragungen der Olympischen Spiele 2012 sah. Damit war der Auslöser ihrer Handballbegeisterung derselbe wie bei ihren späteren Nationalmannschaftskolleginnen Rachel Wong Walker und Christine Mansour. Seit 2018 ist sie, die wie der Großteil der US-Auswahlmannschaft dem Los Angeles THC angehört, Teil der US-Beachhandball-Nationalmannschaft. Im Beachhandball tritt sie für Atlanta Beach Handball an.

### Hallenhandball
Seit 2013 gehört Van Ryn zum Kader der US-Handball-Nationalmannschaft. Bei ihrer ersten Meisterschaft, den Panamerika-Meisterschaften 2013 in der Dominikanischen Republik, belegte sie mit der US-Mannschaft den achten Rang unter zehn teilnehmenden Nationen. Bei einem Turnier in Busan, Südkorea, wurde das US-Nationalteam 2015 Vierte. Im Qualifikationsturnier zu den Panamerika-Meisterschaften 2015 belegte sie mit den USA Rang drei, wobei sie eine der zehn besten Torschützinnen des Turniers war, und qualifizierte sich damit mit ihrer Mannschaft für die Endrunde in Kuba. Erneut belegten die USA den drittletzten, dieses Mal den zehnten Rang. Noch besser lief es für Van Ryn und die US-Mannschaft 2017. Nachdem zunächst die Qualifikation mit Rang zwei wie schon zwei Jahre zuvor in San Juan auf Puerto Rico geschafft wurde, beendete die USA die kontinentalen Titelkämpfe dieses Mal auf dem fünften Platz.
2016 nahm sie sich für ein Jahr eine Auszeit und unterzog sich in der Zeit auch zwei durch Verletzungen notwendig gewordene Operationen. Danach kam sie zu keinen Einsätzen mehr in der Hallen-Nationalmannschaft, begann aber ihre Karriere im Beachhandball-Nationalteam.
2013 in Reno sowie 2017 und 2018 in Myrtle Beach konnte Van Ryn den Titel bei den US-Meisterschaften gewinnen.

### Beachhandball
Nachdem die USA 2018 ihre Beachhandball-Nationalmannschaft nach der bislang einzigen Turnier-Teilnehme bei den Panamerikameisterschaften 2012 wieder reaktivierte, war Van Ryn von Beginn an Mitglied des engsten Spielerinnen-Kaders, um den die Mannschaft gebildet wurde. Das erste Turnier, die letztmals ausgetragenen Panamerika-Meisterschaften 2018 in Oceanside in Kalifornien vor heimischer Kulisse, verliefen noch recht wenig erfolgreich. Hinter den meisten Mannschaften Südamerikas und auch Mexikos platzierte sich die Mannschaft bei acht teilnehmenden Teams auf den sechsten Rang. Dennoch konnte die Mannschaft anschließend das erste Mal an den noch im selben Jahr ausgetragenen Weltmeisterschaften teilnehmen und wurde dort 14. Da die Spielführerin Rachel Wong aufgrund einer Verletzung ausgefallen war, war Van Ryn bei der WM US-Kapitänin. Nachdem Wong danach auch noch aufgrund einer Schwangerschaft länger ausgefallen war, übernahm Van Ryn das Amt dauerhaft. 2019 folgten mit weitaus mehr Erfolg die erstmals ausgetragenen Nordamerika- und Karibikmeisterschaft in Chaguanas auf Trinidad und Tobago, gewann Van Ryn mit ihrer Mannschaft im Finale gegen Mexiko den Titel. Mit der Platzierung bei den kontinentalen Meisterschaften war auch die Qualifikation zu den World Beach Games 2019 in Doha erreicht worden. In Katar wurde sie mit ihrer Mannschaft Zehnte.
Danach dauerte es aufgrund der Corona-Pandemie bis 2022, dass Van Ryn zu weiteren Einsätzen im Nationaldress kam. Bei den Nor.Ca. Beach Handball Championships 2022 in Acapulco erreichten die USA wie schon 2019 das Finale gegen Mexiko, unterlag mit ihrer Mannschaft den Nachbarinnen aus dem Süden aber vor deren Heimpublikum. Die Qualifikation zu den Weltmeisterschaften 2022 in Iraklio auf Kreta gelang indes ohne größere Probleme. In Griechenland zogen die USA dank eines Sieges über Vietnam nach der Vorrunde in die Hauptrunde ein, wo allerdings alle weiteren Spiele verloren wurden und die USA somit die Qualifikation für das Viertelfinale verpassten. Nach einer Niederlage gegen Ungarn und einem Sieg über Australien spielte die US-Mannschaft zum Abschluss erneut gegen Vietnam um den 13. Platz, unterlag dieses Mal aber im Shootout. Für die World Games in Birmingham (Alabama) war die US-Mannschaft als Gastgeber automatisch qualifiziert. Auch dieses Turnier wurde noch von der Pandemie überschattet, von den acht qualifizierten Teams konnten Dänemark und Vietnam nicht antreten. Durch Siege über Australien und Mexiko konnten sich die Spielerinnen der Vereinigten Staaten in der Jeder-gegen-Jeden-Vorrunde als Tabellenvierte für das Halbfinale qualifizieren. Dort erwiesen sich aber die amtierenden Weltmeisterinnen aus Deutschland ebenso als zu stark wie die Mannschaft Argentiniens im Spiel um die Bronzemedaille. Van Ryn bestritt alle sieben möglichen Spiele und erzielte 45 Punkte. Damit war sie hinter Christine Mansour die zweitbeste Torschützin ihrer Mannschaft, die eine recht strikte Trennung zwischen Offensive und Defensive spielte. Während ihre sieben Vorlagen den mit Carolina Ponce geteilten neuntbesten Wert aller Turnierteilnehmerinnen und im Schnitt eine Vorlage pro Spiel bedeuteten, waren die 14 Ballverluste, zwei Ballverluste pro Spiel, der gemeinsam mit Allira Hudson-Gofers und Itzel Vargas gehaltene zweitschlechteste Wert hinter ihrer Teamkameradin Courtney Heeley. Allerdings hatten die Australierin und die Mexikanerin ein Spiel weniger und damit einen schwächeren Schnitt, weshalb Van Ryn in der Wertung den vierten Rang belegte. Mit den fünf Fouls die an ihr begangen wurden und die zu Strafwürfen führten, war sie in dieser Wertung auf dem fünften Rang.
Neben Heeley war Ashley Van Ryn die einzige Spielerin der US-Nationalmannschaft, die von 2018 bis 2022 bei allen sieben Turnier-Teilnahmen zum Aufgebot der USA gehörte.
Van Ryn gewann 2014 und 2015 in Gulf Shores die Titel bei den US-Meisterschaften.

## Erfolge
| Beach World Games - 2022: 4. World Beach Games - 2019: 10. Weltmeisterschaften - 2018: 14. - 2022: 14. | Panamerikameisterschaften - 2018: 6. Nordamerika- und Karibikmeisterschaften - 2019: 1. - 2022: 2. US-Meisterschaften - 2014: 1. - 2015: 1. | Halle Panamerika-Meisterschaften - Panamerika-Meisterschaften 2013: 8. - Panamerika-Meisterschaften 2015: 10. - Panamerika-Meisterschaften 2017: 5. US-Meisterschaften - 2013: 1. - 2017: 1. - 2018: 1. |

## Belege und Anmerkungen
1. ↑  Ashley Van Ryn. Abgerufen am 30. Januar 2023.
2. ↑  LinkedIn-Profil (englisch)
3. ↑  “The Price is Right” 1/26/18. In: bobbymgsk. 26. Januar 2018, abgerufen am 30. Januar 2023 (englisch).
4. ↑  News Detail - Greater Atlanta Christian School. Abgerufen am 30. Januar 2023 (amerikanisches Englisch).
5. ↑  Beach Handball - United States vs Argentina | Women's Group A Match | ANOC World Beach Games 2019. Abgerufen am 12. August 2022 (deutsch).
6. ↑  2022 NACHC Beach Handball Championship Match & Streaming Info - Updated Results. In: teamusa.org. USA Team Handball, 25. April 2022, abgerufen am 27. Januar 2023 (englisch).
7. ↑  IHF | USA men and Mexico women celebrate continental beach handball titles. Abgerufen am 12. August 2022.
8. ↑  IHF | USA's 'Self' promotion on the sand. Abgerufen am 12. August 2022.
9. ↑  IHF | Debutants USA storm into last four on home sand in Birmingham. Abgerufen am 12. August 2022.
10. ↑  Steve Irvine | 07.16.22: U.S. Beach Handball teams fail to medal but make progress in World… Abgerufen am 12. August 2022 (amerikanisches Englisch).

| Personendaten    | Personendaten                                         |
| ---------------- | ----------------------------------------------------- |
| NAME             | Van Ryn, Ashley                                       |
| KURZBESCHREIBUNG | US-amerikanische Handball- und Beachhandballspielerin |
| GEBURTSDATUM     | 8. April 1986                                         |
| GEBURTSORT       | Chicago, Illinois, Vereinigte Staaten                 |